# Union County (South Carolina)
Union County ist ein County im Bundesstaat South Carolina der Vereinigten Staaten. Das U.S. Census Bureau hat bei der Volkszählung 2020 eine Einwohnerzahl von 27.244 ermittelt. Der Verwaltungssitz (County Seat) ist Union.

## Geographie
Das County liegt im Nordwesten von South Carolina, ist im Norden etwa 40 km von North Carolina entfernt und hat eine Fläche von 1336 Quadratkilometern, wovon 5 Quadratkilometer Wasserfläche sind. Es grenzt im Uhrzeigersinn an folgende Countys: Cherokee County, York County, Chester County, Fairfield County, Newberry County, Laurens County und Spartanburg County.

## Geschichte
Union County wurde am 12. März 1785 gebildet und am 1. Januar 1800 in einen Gerichtsbezirk umgewandelt. Am 16. April 1868 wurde es erneut ein Couny. Benannt wurde es nach der Vereinigung von zwei evangelischen Denomination (“Union Church”).

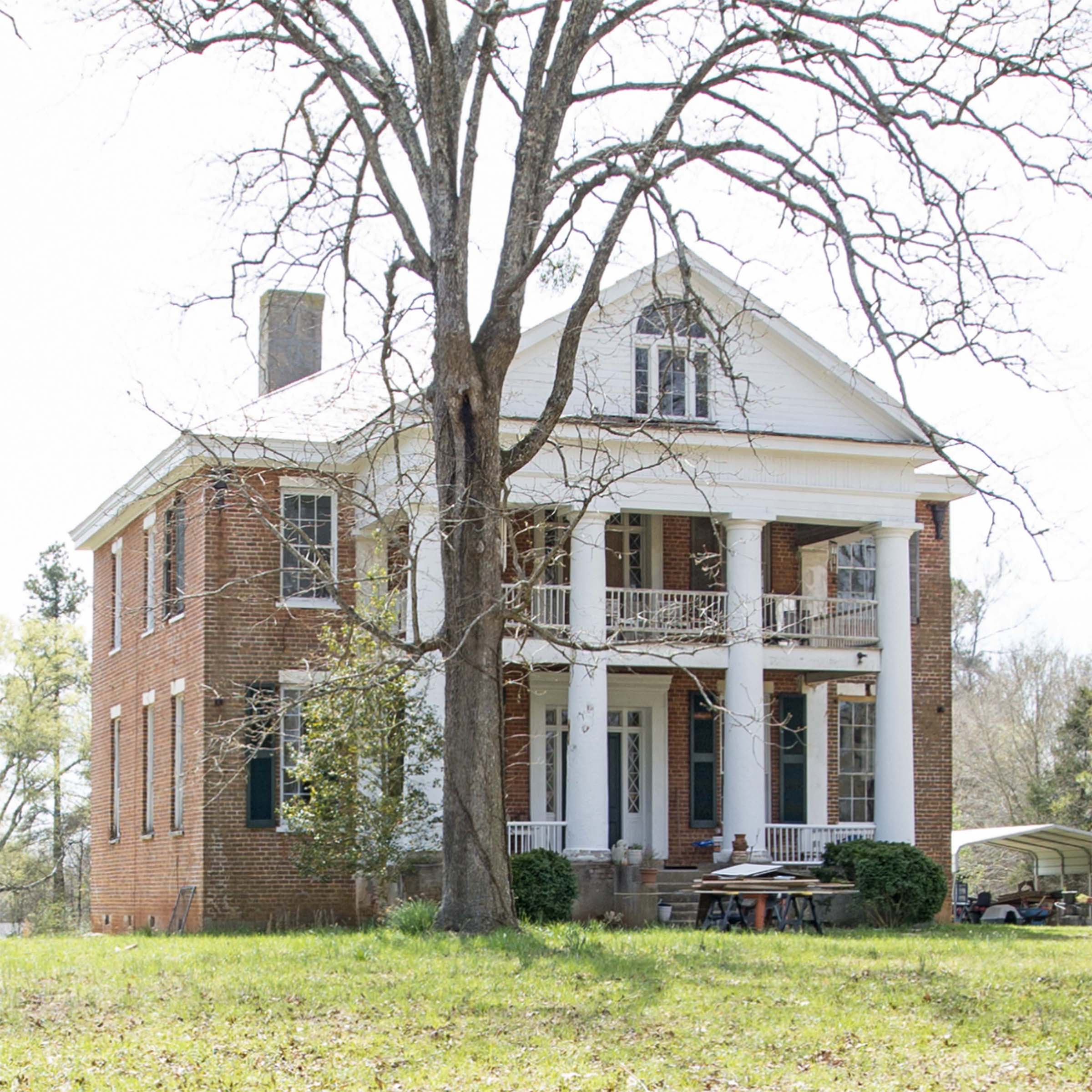
Das Nathaniel Gist House ist einer von 31 Einträgen des Countys im NRHP.

31 Bauwerke und Stätten des Countys sind im National Register of Historic Places (NRHP) eingetragen (Stand 29. Juli 2018).

## Demografische Daten
Nach der Volkszählung im Jahr 2000 lebten im Union County 29.881 Menschen in 12.087 Haushalten und 8.497 Familien. Die Bevölkerungsdichte betrug 22 Einwohner pro Quadratkilometer. Ethnisch betrachtet setzte sich die Bevölkerung zusammen aus 67,81 Prozent Weißen, 31,05 Prozent Afroamerikanern, 0,15 Prozent amerikanischen Ureinwohnern, 0,18 Prozent Asiaten, 0,04 Prozent Bewohnern aus dem pazifischen Inselraum und 0,16 Prozent aus anderen ethnischen Gruppen; 0,61 Prozent stammten von zwei oder mehr Ethnien ab. 0,67 Prozent der Bevölkerung waren spanischer oder lateinamerikanischer Abstammung.
Von den 12.087 Haushalten hatten 29,4 Prozent Kinder unter 18 Jahre, die bei ihnen lebten. 48,8 Prozent waren verheiratete, zusammenlebende Paare, 16,8 Prozent waren allein erziehende Mütter, 29,7 Prozent waren keine Familien, 26,8 Prozent waren Singlehaushalte und in 11,9 Prozent lebten Menschen mit 65 Jahren oder darüber. Die Durchschnittshaushaltsgröße betrug 2,44 und die durchschnittliche Familiengröße betrug 2,93 Personen.
23,8 Prozent der Bevölkerung war unter 18 Jahre alt. 8,2 Prozent zwischen 18 und 24, 27,9 Prozent zwischen 25 und 44, 24,4 Prozent zwischen 45 und 64 und 15,6 Prozent waren 65 Jahre alt oder älter. Das Durchschnittsalter betrug 39 Jahre. Auf 100 weibliche Personen kamen 89 männliche Personen und auf 100 Frauen im Alter von 18 Jahren und darüber kamen 85,3 Männer.
Das jährliche Durchschnittseinkommen eines Haushalts betrug 31.441 USD, das Durchschnittseinkommen einer Familie betrug 37.661 USD. Männer hatten ein Durchschnittseinkommen von 29.371 USD, Frauen 20.701 USD. Das Prokopfeinkommen betrug 15.877 USD. 11,1 Prozent der Familien und 14,3 Prozent der Bevölkerung lebten unterhalb der Armutsgrenze.